# 자작나무속
자작나무속은 자작나무과의 속이다. 다음과 같은 종이 있다.
- B. chinensis - 개박달나무
- B. costata - 거제수나무
- B. davurica - 물박달나무
- B. ermani - 사스래나무
- B. platyphylla var. japonica - 자작나무
- B. platyphylla Sukatschew - 만주자작나무
- B. schmidtii - 박달나무
  - B. schmidtii var. lancea - 좁은잎박달나무
- B. utilis - 히말라야자작나무
  - B. utilis var. jaquemontii - 자크몽자작나무

## 한국
한국에는 8종이 분포하며, 이 중 자작나무, 좀자작나무, 부전자작나무는 북한지역에서 자란다. 거제수나무와 사스래나무는 해발고도 해발고도 1,000 m 이상의 높은 지대에서 자라며, 물박달나무와 박달나무는 주로 해발고도가 낮은 산지의 능선부와 사면에서 자란다. 개박달나무는 해발고도가 높은 산지의 바위지대나 화강암지대, 석회암지대와 같은 바위가 많은 산지에서 주로 자란다. 자작나무속의 주요 식별형질은 잎의 모양(측맥 수 등), 수피의 형태, 과수의 형태, 과포의 형태, 열매의 날개 모양 등이다.